# Liu Yuhuang
Liu Yuhuang, född 25 juli 1959, är en friidrottare från Kina. Han deltog vid olympiska sommarspelen 1984.